# Vladimir Bigorra
Vladimir Bigorra est un footballeur chilien né le 9 août 1954 à Santiago.
Défenseur international de l'équipe du Chili, il a participé à la Coupe du monde de football de 1982 en Espagne.

Il a joué pour plusieurs clubs au Chili, notamment l'Universidad de Chile. 